# Consequence (tidskrift)
Consequence (tidigare Consequence of Sound) är en amerikansk webbtidning som innehåller nyheter, ledarsidor samt musik- och filmrecensioner. Därtill finns även en minisajten Festival Outlook, med nyheter och rykten kring musikfestivaler. Webbplatsen grundades i september 2007 av Alex Young.
2021 bytte webbplatsen namn från Consequence of Sound till enbart Consequence.